# Distretto di Mirzachul
Il distretto di Mirzachul (usbeco Mirzacho`l), creato il 9 gennaio del 1967, è uno dei 12 distretti della Regione di Djizak, in Uzbekistan. Il capoluogo è Gagarin.